# Universidades Imperiais
As Universidades Imperiais ([Kyūjitai: 帝國大學, Shinjitai: 帝国大学] Erro: {{japonês}}: o texto tem marcação itálica (ajuda), teikoku daigaku, abreviadas como: 帝大 teidai) são instituições de ensino superior fundadas pelo Império do Japão entre 1886 e 1939, sendo sete no Japão continental (atual Japão), uma na Coreia (atual Coreia do Sul) e uma em Taiuã (atual República da China (Taiuã)). Foram administradas pelo governo imperial japonês até ao final da Segunda Guerra Mundial.
Atualmente são designadas como Antigas Universidades Imperiais (旧帝国大学, kyū-teikoku daigaku, abreviadas como: 旧帝大 kyū-teidai), e consideradas umas das mais prestigiadas do Japão. As universidades japonesas são consideradas equivalentes da Liga da Hera dos Estados Unidos, do Triângulo Dourado do Reino Unido, e da Liga C9 da China. O clube de ex-alunos dessas nove universidades imperiais é conhecido como Gakushikai (学士会).
Ao contrário da Universidade Imperial de Taihoku de Taiuã durante o domínio japonês, a Universidade Imperial de Keijō da Coreia colonial japonesa foi fechada pelo governo militar do Exército dos Estados Unidos na Coreia (USAMGIK), através da portaria militar número 102. A Universidade Nacional de Seul foi estabelecida por meio da fusão de nove instituições de Seul e das propriedades restantes da Universidade Imperial de Keijō (posteriormente conhecida como Universidade de Kyŏngsŏng).

## Membros
| Universidades Imperiais | Universidades Imperiais                                                                                 | Universidades Imperiais | Universidades sucessoras | Universidades sucessoras | Universidades sucessoras            | Universidades sucessoras | Universidades sucessoras                                            |
| Ano de fundação         | Nome | Imagem                  | Nome atual | Local                    | Mapa                                | Cores                    | Lema                                                                |
| ----------------------- | --- | ----------------------- | --- | ------------------------ | ----------------------------------- | ------------------------ | ------------------------------------------------------------------- |
| 1886                    | Universidade Imperial (帝國大學), renomeada como Universidade Imperial de Tóquio (東京帝國大學) em 1897 |                         | Universidade de Tóquio (東京大学) | Bunkyo, Tóquio           | 35° 42′ 48,39″ N, 139° 45′ 44,03″ L |                          |                                                                     |
| 1897                    | Universidade Imperial de Quioto (京都帝國大學)                                                          |                         | Universidade de Quioto (京都大学) | Quioto, Quioto           | 35° 01′ 33,77″ N, 135° 46′ 51″ L    |                          | Liberdade da cultura académica (自由の学風)                         |
| 1907                    | Universidade Imperial de Tōhoku (東北帝國大學)                                                          |                         | Universidade de Tohoku (東北大学) | Sendai, Miyagi           | 38° 15′ 14,8″ N, 140° 52′ 25″ L     |                          | Investigação e Educação Orientadas à Prática (実学尊重の精神)       |
| 1911                    | Universidade Imperial de Quiuxu (九州帝國大學)                                                          |                         | Universidade de Quiuxu (九州大学) | Fukuoka, Fukuoka         | 33° 37′ 21,9″ N, 130° 25′ 31,1″ L   |                          |                                                                     |
| 1918                    | Universidade Imperial de Hocaido (北海道帝國大學)                                                       |                         | Universidade de Hocaido (北海道大学) | Saporo, Hocaido          | 43° 04′ 16,61″ N, 141° 20′ 36,89″ L |                          | Rapazes, sejam ambiciosos (少年よ、大志を抱け)                      |
| 1924                    | Universidade Imperial de Keijō (京城帝國大學)                                                           |                         | Foi fechada pelo governo militar do Exército dos Estados Unidos na Coreia a 22 de agosto de 1946, através da portaria militar número 102, e sucedida pela Universidade Nacional de Seul. | Seul, Coreia do Sul      | Encerrada                           |                          |                                                                     |
| 1928                    | Universidade Imperial de Taihoku (臺北帝國大學)                                                         |                         | Universidade Nacional de Taiuã (國立臺灣大學). O governo chinês (Kuomintang) passou a gerir a instituição e renomeou-a.                                                                  | Daan, Taipé, Taiuã       | 25° 01′ 02,45″ N, 121° 32′ 26,55″ L |                          | Integridade, Diligência, Fidelidade, Compaixão (敦品勵學，愛國愛人) |
| 1931                    | Universidade Imperial de Ósaca (大阪帝國大學)                                                           |                         | Universidade de Ósaca (大阪大学) | Suita, Ósaca             | 34° 49′ 07,23″ N, 135° 31′ 26,23″ L |                          | Viva localmente, cresça globalmente (地域に生き世界に伸びる)        |
| 1939                    | Universidade Imperial de Nagoia (名古屋帝國大學)                                                        |                         | Universidade de Nagoia (名古屋大学) | Nagoia, Aichi            | 35° 09′ 15,8″ N, 136° 57′ 55,73″ L  |                          | Intelectuais corajosos (勇気ある知識人)                             |

## Competição desportiva
A competição desportiva entre essas sete instituições japonesas teve início sob o patrocínio da Universidade de Hocaido, e era designada por Competição Nacional de Desportos das Sete Universidades (全国七大学総合体育大会, zenkoku nana-daigaku sōgō taiiku-taikai) em 1962. Em 2002, foi rebatizada como Encontro Desportivo das Sete Universidades (国立七大学総合体育大会, kokuritsu nana-daigaku sōgō taiiku-taikai). A competição também é designada por Competição das Sete Universidades Imperiais (七帝戦, shichi-tei sen) ou Encontro Desportivo Nacional das Sete Antigas Universidades Imperiais (七大戦, Nanadai-sen).